# آريابيجنز

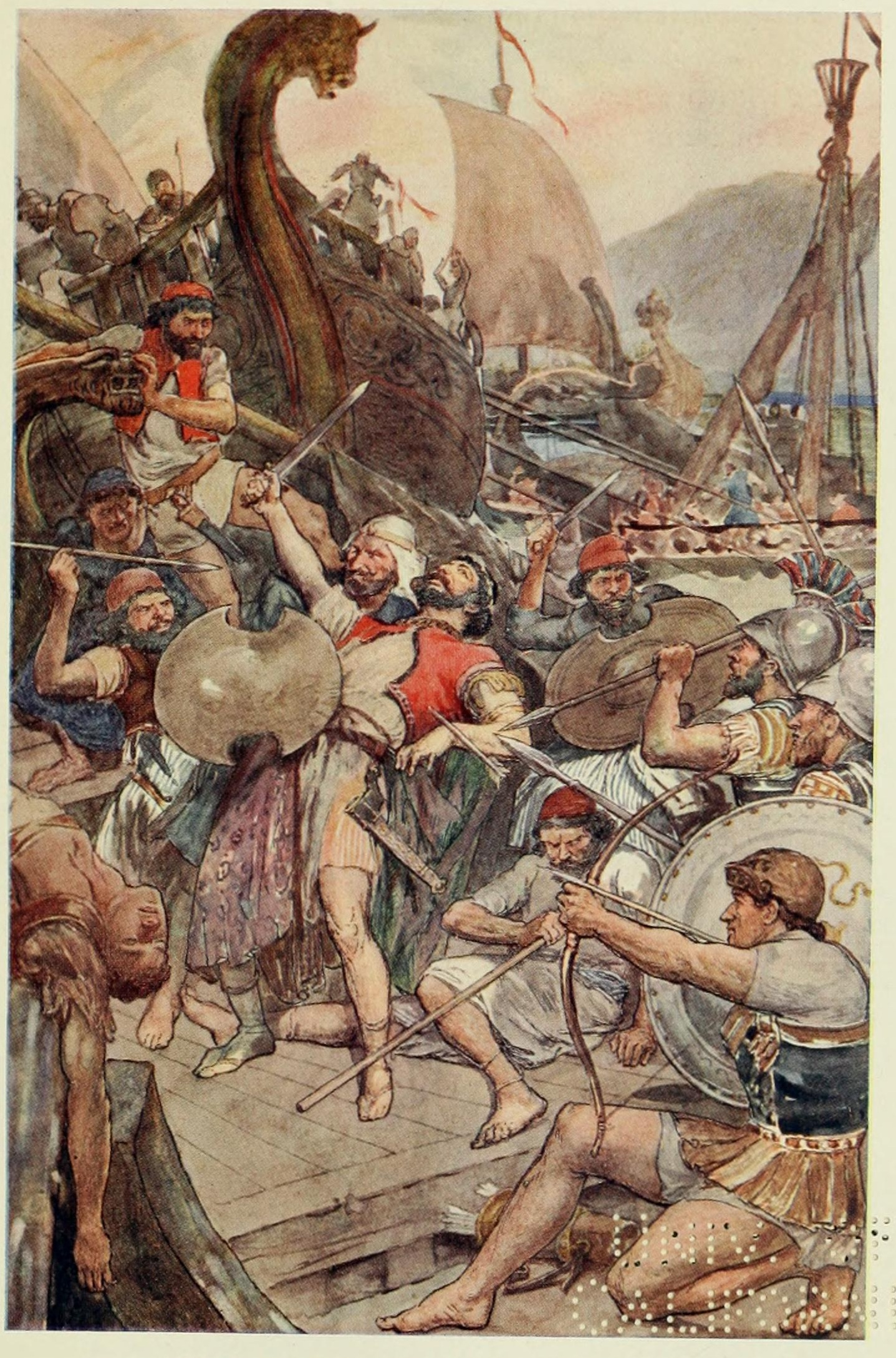
وفاة الأميرال الفارسي آريابيجنز (شقيق الملك أحشويروش) في وقت مبكر من معركة سالاميس البحرية.

آريابيجنز (باليونانية: Ἀριαβίγνης)‏ كان واحدا من أبناء الملك الفارسي داريوس الأول (داریوش) ووالدته هي ابنة جوبرياس (Γοβρύας). شارك في الغزو الفارسي الثاني لليونان، باعتباره واحدا من القادة الأربعة لأسطول أخيه الملك أحشويروش الأول (زركسيز الأول)، وقد قتل في معركة سالاميس البحرية عام 480 قبل الميلاد. كان آريابيجنز قائدا للقوات الكارية والإيونية.
يطلق عليه المؤرخ اليوناني بلوتارخ اسم اريامينيس (Ἀριαμένης)،  ويتحدث عنه كرجل شجاع وأكثر إخوة زركسيز عدلا. ويصلنا من نفس المؤرخ، أن هذا الآريامينيس (أو الآرتيمينيس) قد طالب بالعرش بعد وفاة داريوس، باعتباره الابن الأكبر من أبنائه، ولكن عارضه أحشويروش (زركسيز)، الذي أكد أن هو الذي يحق له التاج لأنه الأكبر من الأبناء الذين ولدوا بعد أن صار داريوس ملكا.
عين الفرس اردوان أو آرتابانوس للبت في ذلك النزاع؛ وعليه بعد إعلان اردوان تأييده لأحشويروش (زركسيز)، حيا آريامينيس شقيقه كملك على فارس على الفور، وعامله باحترام كبير. وفقا للمؤرخ هيرودوت (الكتاب السابع 2)، الذي دعا الابن الأكبر لداريوس باسم آرتابزانيس (Ἀρταβαζάνης)، وقع هذا النزاع، والقرار، بينما كان داريوس الأول لا يزال على قيد الحياة.
يقول بلوتارخ أيضا أن الرجال الذين قتلوه كانوا أمينياس الديسيلي ـ الأخ الأصغر لإسخيلوس ـ (وفقا لهيرودوت كان أمينياس من باليني) وسوكليس (Σωκλῆς) من باليني، وذلك عندما طعنوه بالحراب بينما كان يحاول الصعود على سفينتهم والقوا بجثته في البحر. بالإضافة إلى ذلك، يقول أن الملكة آرتميسيا هي التي تعرفت على جثته العائمة بين حطام السفن وإعادته إلى أحشويروش (زركسيز).